# Sarmaşık, Çaycuma
Sarmaşık là một xã thuộc huyện Çaycuma, tỉnh Zonguldak, Thổ Nhĩ Kỳ. Dân số thời điểm năm 2011 là 145 người.